# Пам'ятки архітектури Кременчука
Нижче наведено список пам'яток архітектури та містобудування Кременчука.
| № п/п | Назва пам'ятки                                                                                     | Адреса пам'ятки                                                    | Дата                     | Фото | Короткі відомості |
| ----- | -------------------------------------------------------------------------------------------------- | ------------------------------------------------------------------ | ------------------------ | ---- | --- |
| 1     | Будинок Державного Банку                                                                           | Вул. Перемоги, 9                                                   | 1900                     |      | Будинок Кременчуцького відділення Державного Банку Російської імперії. Тепер філія АКБ "Укрсоцбанк" (Охоронний номер 121-По) |
| 2     | Залізничне технічне училище                                                                        | Вул. Юрія Руфа, 14                                                 | 1903                     |      | Колишнє Залізничне технічне училище Харківсько-миколаївської залізниці. До 2013 року Кременчуцький технікум залізничного транспорту Тепер Кременчуцький фаховий коледж транспортної інфраструктури та технологій (Охоронний номер 122-По або 137-По) |
| 3     | Олександрівське реальне училище                                                                    | Вул. Коцюбинського, 12                                             | 1878                     |      | Тепер Кременчуцький льотний коледж, навчальний корпус (Охоронний номер 123-По або 140/1-По, 140/2-По) |
| 4     | Жіноча гімназія                                                                                    | Вул. Перемоги, 17/6, вул. Гоголя, 6                                | до 1866, 1901            |      | Тепер Кременчуцький льотний коледж, штабні будинки (Охоронний номер 124-По або 140-По/3) |
| 5     | Будинок поліцмейстера О. Казачека                                                                  | Вул. Ігоря Сердюка, 10/25                                          | поч. XX ст.              |      | Тепер Міський відділ охорони здоров'я (Охоронний номер 125-По або 143-По). Також відомий як Будинок поміщика Таращенка |
| 6     | Народне Семикомплексне початкове училище                                                           | Вул. Сержанта Мельничука, 3                                        | 1914                     |      | Тепер Кременчуцька дитяча музична школа № 1 імені П. І. Чайковського (Охоронний номер 126-По) |
| 7     | Будинок Шапошнікова                                                                                | Вул. Софіївська, 1                                                 | поч. XX ст.              |      | Тепер Дитячий комбінат (Охоронний номер 127-По) |
| 8     | Будинок фабриканта Н. Рабіновича                                                                   | Вул. Софіївська, 73                                                | кінець XIX ст.           |      | Тепер Центр стандартизації, метрології і сертифікації (Охоронний номер 128-По або 147-По) |
| 9     | Будинок готелю «Пальміра»                                                                          | Вул. Лейтенанта Покладова, 3                                       | кін. XIX ст.             |      | Тепер відділ освіти Автозаводського райвиконкому (Охоронний номер 129-По або 151-По) |
| 10    | Будинок готелю «Вікторія»                                                                          | Вул. Лейтенанта Покладова, 10-А                                    | до 1884                  |      | Тепер житловий будинок (Охоронний номер 130-По) |
| 11    | Казарми 35-го Брянського піхотного полку                                                           | Вул. Лікаря О. Богаєвського, 4                                     | кінець XIX ст.           |      | Тепер військова частина (Охоронний номер 132-По або 186-По) |
| 12    | Пожежна частина                                                                                    | просп. Свободи, 12                                                 | 1950                     |      | Пожежна частина (Охоронний номер 133-По або 189-По) |
| 13    | Комплекс головного штабу інспектора резервної кавалерії та поселення військ (три основних корпуси) | Вул. Гоголя, 2                                                     | 1844–1852                |      | Тепер Кременчуцький військовий госпіталь (Охоронний номер 134-По або 139-По) |
| 14    | Вежа ансамблю Новоросійських губернських присутственних місць                                      | Вул. Гоголя, 2                                                     | до 1787                  |      | Клуб і бібліотека військового госпіталю (Охоронний номер 1476) |
| 15    | Будинок купця Чуркіна                                                                              | Вул. І. Приходька, 43                                              | 1902                     |      | Будинок купця 1-ї гільдії Г. Чуркіна. Тепер відділення АППБ "Аваль" |
| 16    | Клуб імені І. Ф. Котлова                                                                           | Вул. І. Приходька, 100                                             | 1927                     |      | Палац культури ім. І. Ф. Котлова (будинок клубу ім. Котлова) (Охоронний номер 9-По) |
| 17    | Собор святого Миколая Чудотворця                                                                   | Вул. 29 Вересня, 16/32                                             | 1910                     |      | Колишній католицький костел |
| 18    | Церква Успіння Божої Матері                                                                        | Вул. Макаренка, 107                                                | 1877                     |      | Належить до Московського патріархату |
| 19    | Будинок кондитера Силаєва                                                                          | Вул. Ігоря Сердюка. 8/18                                           | поч. XX ст.              |      | Тепер у будівлі розімщуються офіси декількох фірм і організацій (наприклад, Трест «Кременчукнафтохімбуд») |
| 20    | Притулок для хлопчиків купця Чуркіна                                                               | Вул. Сержанта Мельничука, 4                                        | 1910                     |      | Побудовано на кошти Чуркіна. Тепер Кременчуцьке професійно-технічне училище №26 |
| 21    | Будинок купця Немеця                                                                               | Вул. Полковника Гегечкорі, 23                                      | 1901                     |      | Тепер дермато-венерологічний диспансер |
| 22    | Будинок Кременчуцького повітового земства                                                          | Вул. Коцюбинського, 2                                              | До1877                   |      | Тепер житловий будинок. В цьому будинку розміщувалось до революції 1917 року Кременчуцьке повітове земство |
| 23    | Будинок торгівлі                                                                                   | Вул. Соборна                                                       | 1961 9 липня             |      | Остання будівля в Кременчуці, що побудована у стилі радянського класицизму. З цього року всі будинки зводяться тільки у спрощеному архітектурному стилі                                                                                              |
| 24    | Кременчуцьке відділення Полтавського регіонального представництва Південної залізниці              | Вул. Соборна, 33/1                                                 | 1961, поч. XX ст.        |      | |
| 25    | Будинок міської друкарні «Кременчуцька благодійна громада»                                         | Вул. Перемоги, 40                                                  | 1910                     |      | |
| 26    | Житловий будинок                                                                                   | Вуп. Соборна, 24/14                                                |                          |      | Об`єкт взятий на облік відповідно до наказу Управління культури Полтавської ОДА від 03.06.2013 №196 |
| 27    | Житловий будинок                                                                                   | Вулиця Соборна 9/16                                                | 1955                     |      | Об`єкт взятий на облік відповідно до наказу Управління культури Полтавської ОДА від 03.06.2013 №196 |
| 28    | Житловий будинок                                                                                   | Вул. Соборна, 32/29                                                | 1956 (Відбудова 1949-56) |      | Об`єкт взятий на облік відповідно до наказу Управління культури Полтавської ОДА від 03.06.2013 №196 |
| 29    | Кременчуцька комісаріатська комісія                                                                | Вул. Лінійна                                                       | кін. XVIII - поч.XIX     |      | Включає 5 будинків. Тепер Комплекс військових складів |
| 30    | Водонапірна башта №1                                                                               | Мікрорайон № 57                                                    | поч. ХХ ст.              |      | |
| 31    | Водонапірна башта №2                                                                               | територія залізничного вокзалу                                     | поч. ХХ ст.              |      | |
| 32    | Гуртожиток технікуму залізничного транспорту                                                       | Вул. Першотравнева                                                 | 1955                     |      | Тепер філія АКБ «Приватбанк» |
| 33    | Палац культури «КрАЗ»                                                                              | просп. Свободи, 58/2                                               | 1952                     |      | Тепер належить ВАТ «Кременчукм'ясо» |
| 34    | Житловий будинок                                                                                   | Вул. Софіївська, 38/19                                             | 1950                     |      | Об`єкт взятий на облік відповідно до наказу Управління культури Полтавської ОДА від 03.06.2013 №196 |
| 35    | Житлові будинки                                                                                    | просп. Свободи, 60/1, 62, 78                                       | 1952-53                  |      | |
| 36    | Житловий будинок                                                                                   | Вул. Єднання України, 3                                            | 1953                     |      | Тепер у цій будівлі розміщується Кременчуцька вечірня змінна школа №3 |
| 37    | Житловий будинок                                                                                   | просп. Свободи, 92/17                                              | 1958                     |      | |
| 38    | Житловий будинок                                                                                   | Вул. Соборна, 5/9                                                  | 1953                     |      | |
| 39    | Спорттовариство «Вагонобудівник»                                                                   | Вул. І. Приходька, 102                                             | 1952                     |      | |
| 40    | Медичний профілакторій вагонзаводу                                                                 | Вул. Павла Чубинського, 12                                         | 1958                     |      | Тепер Психоневрологічний диспансер, пізніше СЕС |
| 41    | Крюків-на-Дніпрі                                                                                   | Вул. І. Приходька                                                  | 1870                     |      | Комплекс будівель вокзалу (три споруди). Згорів. запропоновано виключити з переліку. |
| 42    | Заводоуправління Крюківського вагонного заводу                                                     | Вул. І. Приходька, 139                                             | 1957                     |      | Заводоуправління концерну «Крюківський вагонзавод» |
| 43    | Комплекс житлових будинків                                                                         | Вул. І. Приходька, 11, 13, 15, 17, 19, 21, 23, 25, 27 , 29, 31     | 1950–1954                |      | |
| 44    | Цінний ряд житлових будинків                                                                       | Вул. І. Приходька, 26, 28, 30, 32, 34/5, 35, 36 Проп. Тополевий, З | 1954 -1957               |      | |
| 45    | Цінний ряд житлових будинків                                                                       | Вул. І. Приходька, 99, 103, 105, 107, 109 вул. Олександрійська 2,5 | 1946–1949                |      | |
| 46    | Будинок купця Алісова                                                                              | Вул. І. Приходька, 42                                              | до 1917                  |      | |
| 47    | Житловий будинок керуючого головними майстернями Харківсько-Миколаївської залізниці                | Вул. І. Приходька, 137                                             | до 1917                  |      | Тепер Музей концерну Крюківський вагонзавод |
| 48    | Приймальний покій Харківсько-Миколаївської залізниці (станція Крюків-на-Дніпрі)                    | Вул. І. Приходька, 83                                              | до 1917                  |      | Тепер Будинок Юних техніків |
| 49    | Будинок головної прохідної концерну «Вагонзавод»                                                   | Вул. І. Приходька, 139                                             | 1938                     |      | |
| 50    | Будинок очікування для відвідувачів                                                                | Вул. І. Приходька, 139                                             | 1949                     |      | Тепер будинок відділу кадрів |
| 51    | Загальноосвітня школа № 13                                                                         | Вул. Троїцька, 37/19                                               | 1935                     |      | |
| 52    | Загальноосвітня школа № 24                                                                         | Проспект Полтавський, 15                                           | 1889, 1903               |      | |
| 55    | Загальноосвітня школа № 27                                                                         | просп. Свободи, 104                                                | 1954                     |      | |
| 54    | Загальноосвітня школа № 9                                                                          | Вул. І. Приходька, 38                                              | 1936                     |      | |
| 55    | Загальноосвітня школа № 14 (відбудована)                                                           | Вул. Покровська, 14                                                | 1938 1948                |      | Зараз у будинку розташований Департамент "Центр надання адміністративних послуг" Кременчуцької міської ради Кременчуцького району Полтавської області                                                                                                |
| 56    | Загальноосвітня школа № 23                                                                         | Вул. Олександрійська, 18                                           | 1956                     |      | |
| 57    | Загальноосвітня школа № 29                                                                         | Вул. Республіканська, 76                                           | 1939                     |      | |
| 58    | Будівля народного училища                                                                          | Вул. Сержанта Мельничука, 2                                        | 1914                     |      | |